# Tattnall megye
Tattnall megye az Amerikai Egyesült Államokban, azon belül Georgia államban található. Megyeszékhelye Reidsville, legnagyobb városa Glennville. Lakosainak száma 22 842 fő (2020. április 1.). Tattnall megye Candler, Wayne, Emanuel, Toombs, Appling, Long, Liberty és Evans megyékkel határos.

## Népesség
A megye népességének változása:
| Lakosok száma | 25 492 | 25 305 | 25 324 | 25 526 | 25 229 | 22 842 |
|               | 2010   | 2011   | 2012   | 2013   | 2015   | 2020   |